# Vieille prière bouddhique
Prière quotidienne pour tout l'univers
La Vieille prière bouddhique (Prière quotidienne pour tout l'univers) est une œuvre pour ténor, chœur mixte et piano ou orchestre composée par Lili Boulanger de 1914 à 1917.

## Histoire
La compositrice a écrit plusieurs partitions de musique religieuse chrétienne. Cette œuvre a la particularité de mettre en musique une prière bouddhique, connue sous le nom de « Metta sutta » et traduite du pali en français par Suzanne Karpelès.

« Vieille prière bouddhique. Prière quotidienne pour tout l’Univers
Que toute chose qui respire, sans ennemis, sans obstacles, surmontant la douleur et atteignant le bonheur, puisse se mouvoir librement, chacune dans la voie qui lui est destinée.
Que toutes les créatures et partout, tous les esprits et tous ceux qui sont nés, sans ennemis, sans obstacles, surmontant la douleur et atteignant le bonheur, puisse se mouvoir librement, chacun dans la voie qui lui est destinée.
Que toutes les femmes, que tous les hommes, les Aryens et les non Aryens, tous les dieux et tous les humains et ceux qui sont déchus, sans ennemis, sans obstacles, surmontant la douleur et atteignant le bonheur, puisse se mouvoir librement, chacun dans la voie qui lui est destinée.
En Orient et en Occident, au Nord et au Sud, que tous les êtres qui existent, sans ennemis, sans obstacles, surmontant la douleur et atteignant le bonheur, puisse se mouvoir librement, chacun dans la voie qui lui est destinée. »

Le musicologue Harry Halbreich note à propos de cette prière :

« C'est un texte admirable en son message de paix et de tolérance largement œcuménique, englobant nommément la création entière. »

## Composition et création
Commencée en 1914, la partition est terminée à Arcachon au printemps 1917. Cependant, Lili Boulanger n'a jamais entendu elle-même sa composition, qui n'est publiée qu'à titre posthume dans les années 1920. L'œuvre est écrite pour ténor, chœur mixte (SATB) et orchestre (ou piano). La première exécution (sous le titre de « Prière hindoue ») a lieu le 9 juin 1921, salle Pleyel, avec Henri Büsser à la tête d'un chœur d'élèves des classes d'ensemble du Conservatoire, Gabriel Paulet (ténor) et Nadia Boulanger (piano). La critique est enthousiaste,.
La Vieille prière bouddhique est ensuite reprise en concert le 17 janvier 1923, salle du Conservatoire, lors d'une « Audition des envois de Rome des œuvres de Lili Boulanger », par la classe d'ensemble vocal du Conservatoire et l'orchestre de l'Opéra, sous la direction d'Henri Busser, avec le ténor David Devriès, puis le 17 janvier 1923, à l'Opéra de Paris, lors d'une série « Grands concerts symphoniques », sous la direction de Serge Koussevitzky.

## Instrumentation
L'instrumentation requiert :
| Instrumentation de Vieille prière bouddhique                                                 |
| Bois                                                                                         |
| 2 flûtes, 2 hautbois, cor anglais, 2 clarinettes, clarinette basse, 2 bassons, sarrussophone |
| Cuivres                                                                                      |
| 4 cors, 3 trompettes, 4 trombones, 1 tuba                                                    |
| Percussions                                                                                  |
| timbales, cymbales, grosse caisse                                                            |
| Claviers / cordes pincées                                                                    |
| célesta, 2 harpes                                                                            |
| Cordes                                                                                       |
| premiers violons, seconds violons, altos, violoncelles, contrebasses                         |

## Analyse
La Vieille prière bouddhique emploie un riche effectif : un orchestre et un chœur auxquels s'ajoute un ténor solo. Elle prend aussi la forme d'une incantation orientale : 

« le ténor revient constamment au fa dièse, au lieu de la note do centrale de la musique d'ouverture, mettant à nouveau en lumière l'importance du triton. L'élément le plus clairement « exotique » de cette œuvre est peut-être le solo de flûte, qui développe la partition du chœur et évoque la musique d'Extrême-Orient dans son timbre et dans ses formes sinueuses d'arabesque. »

La Vieille prière bouddhique est une « émouvante partition, construite sur un seul thème qui oscille autour d'une quarte augmentée, et qui sert de trame aux quatre strophes du poème ».
Adélaïde de Place relève que « tout entière construite sur les discrètes touches exotiques d'un seul thème essentiellement lyrique, cette Prière, d'un contenu spirituel remarquable, est brièvement interrompue par un solo de flûte auquel se superpose le ténor soliste ».
Pour Harry Halbreich, « Lili Boulanger a édifié son œuvre sur une mélodie unique [...] d'un galbe parfait, d'un profil inoubliable, en ut phrygien (toujours ce deuxième degré baissé), répété à la manière d'une psalmodie mais avec des éclairages harmoniques et orchestraux sans cesse renouvelés. Le milieu de cette libre forme ternaire, s'évadant d'abord vers la dominante, puis vers d'autres pôles tonaux, est essentiellement constituée par le ténor, précédant la reprise amplifiée du début ». Le musicologue conclut sur ce jugement : « quelle insondable profondeur dans cette simplicité dépouillée, quintessence de l'âme exceptionnelle de cette toute jeune fille ! ».
La durée moyenne d'exécution de la pièce est de sept minutes environ.

## Édition
La partition est publiée par Durand.
La réduction pour ténor, chœur et piano (Paris, Durand, 1921-1922) porte le cotage D.&F. 10089 ; la partition d'orchestre (Paris, Durand, 1921-1925, avec une traduction anglaise de J. N. Scholefield) le cotage D.&F. 10090 ; le matériel d'orchestre le cotage D.&F. 10091 et la partition des chœurs seuls le cotage D.&F. 10092.

## Discographie
- Raymond Amade (ténor) avec le Chœur d'Élisabeth Brasseur et Orchestre de l'Association des Concerts Lamoureux, dir. Igor Markevitch (1958, EMI CDM 7 64281 2) (OCLC 496666374)
- Martial Defontaine (ténor) avec le Chœur symphonique de Namur et l'Orchestre philharmonique du Luxembourg dirigé par Mark Stringer, Timpani, 1998/2007.
- Julian Podger (ténor) avec le Monteverdi Choir et l'Orchestre symphonique de Londres dirigé par John Eliot Gardiner, Deutsche Grammophon, 2002.